# Tom-Eric Bappert
Tom-Eric Bappert (* 16. Januar 1999 in Menden) ist ein deutscher Eishockeyspieler, der seit Oktober 2024 bei den Hannover Indians aus der Eishockey-Oberliga unter Vertrag steht und dort auf der Position des Verteidigers spielt. Für die Iserlohn Roosters und Krefeld Pinguine lief er zwischen 2018 und 2022 in annähernd 100 Spielen in der Deutschen Eishockey Liga (DEL), der höchsten deutschen Spielklasse, auf.

## Karriere

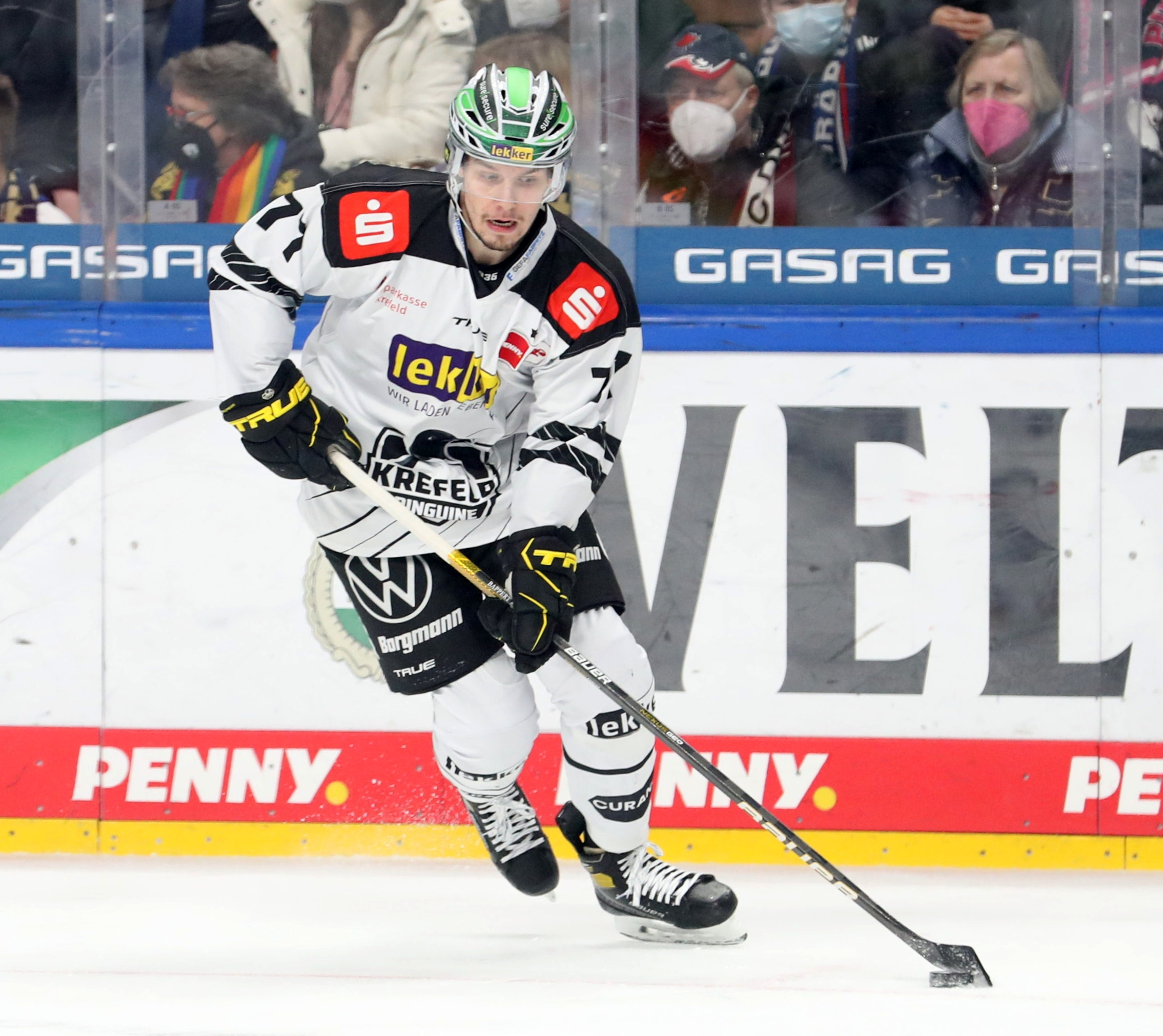
Bappert im Trikot der Krefeld Pinguine (2022)

Tom-Eric Bappert durchlief zunächst die Nachwuchsabteilungen des Iserlohner EC, bevor er 2014 an die Hockey Academy des EC Red Bull Salzburg wechselte. Nach zwei Jahren kehrte er nach Deutschland zurück und ging für das DNL-Team der Kölner Haie aufs Eis. Die Saison 2017/18 verbrachte er in den Vereinigten Staaten, wo er 16-mal für Saginaw Spirit in der Ontario Hockey League (OHL) auflief, die ihn im CHL Import Draft ausgewählt hatten. Wegen einer Schambeinentzündung musste er die Saison vorzeitig abbrechen.
Mit 19 Jahren unterzeichnete er einen Drei-Jahres-Vertrag bei seinem Heimatverein und feierte sein Profidebüt im Seniorenbereich. Zugleich war er in der Spielzeit 2018/19 vereinzelt auch noch für die U20 des IEC im Einsatz, zwei Mal wurde er per Förderlizenz zu den Moskitos Essen in die drittklassige Oberliga geschickt. Da er mit seinen Spielanteilen bei den Roosters nicht zufrieden war, wurde sein Vertrag nach der Saison aufgelöst. Bappert wechselte zum Ligarivalen Krefeld Pinguine, bei denen er vor dem Sprung in die USA im Jahr 2017 bereits ein Sommertraining absolviert hatte. Während er in der Saison 2019/20 noch hauptsächlich in der U23 zum Einsatz gekommen war, etablierte er sich in den Folgejahren im DEL-Team. Im Frühjahr 2022 stieg er mit den Pinguinen in die DEL2 ab, wobei er in der entscheidenden Saisonphase mit einer Schulterverletzung ausfiel. Mit einer Plus/Minus-Statistik von +13, dem drittbesten Wert im Team, gehörte er in der DEL2-Saison 2022/23 zu den Leistungsträgern der Krefelder Defensive.
Im Sommer 2023 wurde Bappert von den Pinguinen zu den Hammer Eisbären in die Oberliga ausgeliehen. Als er die Chance erhielt, zur Schlussphase der Saison 2023/24 für die Bietigheim Steelers wieder in der DEL2 aufs Eis zu gehen, wurde sein Vertrag in Krefeld aufgelöst und er verließ die Eisbären. In Bietigheim traf er abermals auf Boris Blank, den Co-Trainer der Steelers, der Bappert schon in der U20 in Iserlohn und später auch in Krefeld trainiert hatte. Am Ende der Spielzeit stieg Bappert mit den Steelers in die Oberliga ab und er verließ den Klub. Erst im Oktober 2024 fand er in den in derselben Liga beheimateten Hannover Indians einen neuen Arbeitgeber.

### International
Im Nachwuchsbereich wurde Tom-Eric Bappert mehrfach in Junioren-Nationalmannschaften des Deutschen Eishockey-Bundes berufen. So nahm er 2017 an der U18-Weltmeisterschaft, bei der Deutschland in der Division IA antrat, teil. Während die Mannschaft um den späteren NHL-Spieler Moritz Seider mit nur einem Sieg aus fünf Spielen insgesamt enttäuschte, überzeugte Bappert persönlich mit zwei Toren, zwei Vorlagen und einer Plus/Minus-Bilanz von +5. Damit war er der torgefährlichste Abwehrspieler des Turniers.

## Erfolge und Auszeichnungen
- 2015 EBJL-Meister mit der RB Hockey Academy

## Karrierestatistik
Stand: Ende der Saison 2023/24

### International
Vertrat Deutschland bei:
- U18-Junioren-Weltmeisterschaft der Division IA 2017

(Legende zur Spielerstatistik: Sp oder GP = absolvierte Spiele; T oder G = erzielte Tore; V oder A = erzielte Assists; Pkt oder Pts = erzielte Scorerpunkte; SM oder PIM = erhaltene Strafminuten; +/− = Plus/Minus-Bilanz; PP = erzielte Überzahltore; SH = erzielte Unterzahltore; GW = erzielte Siegtore; 1 Play-downs/Relegation; Kursiv: Statistik nicht vollständig)